# Saint-Martin-de-Connée
Saint-Martin-de-Connée là một xã của tỉnh Mayenne, thuộc vùng Pays de la Loire, tây bắc nước Pháp.